# 贝加德帕斯
贝加德帕斯，是西班牙坎塔布里亚的一个市镇。总面积88平方公里，总人口1011人（2001年），人口密度11人/平方公里。